# Brandon McManus
Brandon Tyler McManus (Filadelfia, 25 luglio 1991) è un giocatore di football americano statunitense che milita nel ruolo di placekicker per i Green Bay Packers della National Football League (NFL).

## Carriera
Al college, McManus giocò a football alla Temple University, dove stabilì il record d'istituto di punti segnati in carriera. Non fu scelto nel Draft NFL 2013 ma firmò con gli Indianapolis Colts, venendo svincolato prima dell'inizio della stagione. Dopo avere passato la pre-stagione 2014 con i New York Giants, fu scambiato con i Denver Broncos, il cui kicker titolare, Matt Prater, era stato sospeso per quattro gare. Divenne il titolare dopo che Prater fu svincolato il 2 ottobre 2014. McManus fu poi svincolato dai Broncos l'11 novembre 2014 dopo che questi avevano deciso di firmare il free agent Connor Barth come suo sostituto. Rifirmò con Denver dopo breve tempo però, passando il resto della stagione come specialista nel calcio dei kickoff.
Il 13 settembre 2015, McManus divenne il secondo kicker della storia della NFL a segnare più di un field goal da oltre 56 yard nella stessa partita, unendosi a Greg Zuerlein, riuscitovi nel 2012. Alla fine di ottobre, fu premiato come giocatore degli special team della AFC del mese, in cui segnò 10 field goal su 11 tentativi.
Nel febbraio del 2016 vinse il Super Bowl 50.
Prima della gara della settimana 7 della stagione 2024, McManus firmò con i Green Bay Packers. Nella prima partita con la nuova maglia fu subito decisivo segnando da 45 yard il field goal della vittoria sugli Houston Texans a 3 secondi dal termine.

## Palmarès

### Franchigia
- Super Bowl : 1

Denver Broncos: 50
- American Football Conference Championship: 1

Denver Broncos: 2015

### Individuale
- Giocatore degli special team della AFC del mese: 1

ottobre 2015
- Giocatore degli special team della AFC della settimana: 3

4ª del 2020, 6ª del 2020, 14ª del 2021